# トニー・トンプソン (ドラマー)
トニー・トンプソン（Tony Thompson、1954年11月15日 - 2003年11月12日）は、アメリカのドラマー。
シック、パワー・ステーションに参加したことで知られる。

## 生い立ち
トンプソンは、ニューヨーク州ニューヨークのクイーンズ区にあるスプリングフィールド・ガーデンズの中流階級コミュニティで育った。母親はトリニダード人であり、父親はアンティグア人の子孫であった。

## 音楽キャリア

### シック
トンプソンは最初にラベル (Labelle)というグループのためにドラムを叩き、それからしばらくの間、ソウル/ディスコ・バンドの「エクスタシー、パッション&ペイン」のメンバーを務めた。その後、シックに長く在籍し、「ダンス、ダンス、ダンス」「おしゃれフリーク」「グッド・タイムス」などのヒット曲の制作を手伝った。また、シスター・スレッジの「ウィ・アー・ファミリー」「グレイテスト・ダンサー」、ダイアナ・ロスの「アップサイド・ダウン」「アイム・カミング・アウト」で、シックのメンバーと共演した。
1983年にシックが一時的に解散した後、シックの元ギタリストであったナイル・ロジャースとベーシストであったバーナード・エドワーズが多作な音楽プロデューサーとなり、トンプソンのドラムは彼らのクライアントの間で非常に需要があった。トンプソンは、ジョディ・ワトリー、マドンナ（1984年のアルバム『ライク・ア・ヴァージン』）、ロッド・スチュワート、ロバート・パーマー、デヴィッド・ボウイなど、数多くのアーティストたちと共演を行った。

### 他のバンド
トンプソンは、ロバート・パーマー、デュラン・デュランのジョン・テイラーとアンディ・テイラーとともに、パワー・ステーションのメンバーも務めた。1985年のライヴエイド・チャリティー慈善コンサートでは、トンプソンがパワー・ステーションと演奏したり、ジョン・F・ケネディ・スタジアムのステージで（フィル・コリンズと一緒に）レッド・ツェッペリンのメンバーたちと演奏したりした。その後、ジミー・ペイジ、ロバート・プラント、ジョン・ポール・ジョーンズがイギリスでのレッド・ツェッペリン再結成のリハーサルにトンプソンを招いたが、トンプソンが自動車事故で重傷を負った後、この企画はジミー・ペイジによってキャンセルされた。
彼はディスタンスや、ジャン・ボーヴォワールとのクラウン・オブ・ソーンズ（バンドを脱退する前に彼らのファースト・アルバム『クラウン・オブ・ソーンズ』で演奏し、その後、ホーク・ロペスに交代）などのグループに参加した。トンプソンは、That Hideous Strengthというバンドの創設メンバーも務めた。1990年代半ばに、彼は1996年の再結成アルバム『リヴィング・イン・フィア』とその後のツアーのため、パワー・ステーションに再び参加した。トンプソンの最後のプロジェクトは、Non-Toxicと呼ばれ、ベーシストのマイケル・ペイジ（クラウン・オブ・ソーンズ）とギタリストのデイヴ・スコットと一緒に結成した。トンプソンはプロジェクトのファースト・アルバムを完成させる前に亡くなってしまった。
彼は「シリアス・ムーンライト・ツアー」でデヴィッド・ボウイと演奏している。

## その死と遺産
トンプソンは49歳の誕生日の3日前である2003年11月12日、ロサンゼルスで腎細胞癌（腎臓がん）と診断されてから1か月の内に亡くなった。それは、パワー・ステーションの盟友であるロバート・パーマーが心臓発作で死亡してから2か月後のことだった。トンプソンは当時、バンド、Non-Toxicのメンバーであった。彼は妻、2人の子供、そして妹であるクッキーに支えられて闘病していた。2005年9月19日、トンプソンは元バンド・メンバーのバーナード・エドワーズと同様に、ダンス・ミュージックの殿堂入りを果たし、シックの他のメンバーとともに死後も名誉を与えられた。

## ディスコグラフィ

### シック
- 『ダンス・ダンス・ダンス』 - Chic (1977年)
- 『エレガンス・シック』 - C'est Chic (1978年)
- 『危険な関係』 - Risqué (1979年)
- 『リアル・ピープル』 - Real People (1980年)
- 『テイク・イット・オフ』 - Take It Off (1981年)
- 『タング・イン・シック』 - Tongue in Chic (1982年)
- 『ビリーヴァー』 - Believer (1983年)

### 参加アルバム
- シスター・スレッジ : 『華麗な妖精たち』 - We Are Family (1979年)
- シスター・スレッジ : 『ときめき』 - Love Somebody Today (1980年)
- ダイアナ・ロス : 『ダイアナ』 - Diana (1980年)
- パワー・ステーション : 『ザ・パワー・ステーション』 - The Power Station (1985年)
- ロバート・パーマー : 『リップタイド』 - Riptide (1985年)
- ロッド・スチュワート : 『アウト・オブ・オーダー』 - Out of Order (1988年)
- ディスタンス : 『アンダー・ザ・ワン・スカイ』 - Under the One Sky (1989年)
- クラウン・オブ・ソーンズ : The Black CD (1991年) ※EP
- クラウン・オブ・ソーンズ : 『クラウン・オブ・ソーンズ』 - Crown of Thorns  (1994年)
- デュラン・デュラン : 『サンキュー』 - Thank You (1995年)
- パワー・ステーション : 『リヴィング・イン・フィア』 - Living in Fear (1996年)